# Венецианският търговец
За филма виж Венецианският търговец (филм)
„Венецианският търговец“ (на английски: The Merchant of Venice) е една от най-известните пиеси на Уилям Шекспир, написана вероятно през 1596 г., в която се разказва за търговец от Венеция, който е заплашен да изтърпи тежко телесно наказание, след като не успява да се разплати с кредитора си - евреин, от когото е взел огромен заем за да услужи на приятел. Накрая той е спасен, но сериозно злепоставен и донейде превъзпитан от преживяните страдания и страхове, а евреинът се оказва от една страна - наказан за жестокосърдечието си, но и за своята наивност, и - в известен смисъл - пощаден и облагодетелстван.
Предполага се, че пиесата е написана между 1596 и 1599 г. Въпреки че е определяна като комедия заради общите черти с други романтични комедии на Шекспир, пиесата е запомнена най-вече заради драматичните си сцени и появата на Шайлок и на Порция и техните известни речи. критикът Харолд Блум я определя като една от великите Шекспирови комедии.

## Място на действието
Действието се развива във Венеция и местността Белмонте, недалеч от града, на твърдата земя.

## Действащи лица
- Дожът на Венеция
- Мароканският принц, Арагонският принц – годежници на Порция
- Антонио – венециански търговец
- Басанио – негов приятел, годежник на Порция
- Грациано, Салерио, Соланио – приятели на Антонио и Басанио
- Лоренцо – любим на Джесика
- Шайлок – евреин-лихвар
- Тубал – евреин, негов приятел
- Ланчилото Гобо – смешник, слуга на Шейлок
- Старият Гобо – баща на Ланчилото
- Леонардо – слуга на Басанио
- Балтазар, Стефано – слуги на Порция
- Порция – богата наследница
- Нериса – нейна прислужница
- Джесика – дъщеря на Шейлок
- Венециански благородници
- Членове на съда
- Тъмничар
- Слуги и други.

## Сюжет
Басанио, млад венециански благородник, иска да впечатли красивата и богата наследница Порция от Белмонте. Вече пропилял богатството си, той се нуждае от 3000 дуката, за да бъде достоен претендент. Басанио се обръща към своя приятел Антонио, заможен търговец от Венеция, който го е спасявал в множество трудни моменти. Антонио се съгласява, но след като и той няма пари в наличност – всичките му кораби и стока са в морето – той обещава да заеме парите вместо Басанио. Тогава Басанио се обръща към еврейския лихвар Шайлок и обявява Антонио за свой гарант.
Антонио има навик да дава пари на заем без да иска лихва (както е обичайно между единоверци в тази епоха, тъй като само на представители на други религии и от такива се считало, че не е грях да се дават и да се вземат пари под лихва). Това принуждава и Шайлок да дава пари с по-ниска лихва. От начало Шайлок не е съгласен да даде заема, защото вече е патил от действията на Антонио, който го е ощетявал и обиждал неведнъж и по други по-вероломни начини. В крайна сметка той се съгласява да даде сумата на Басанио, без да иска лихва при връщането, но при едно условие: ако приятелят му не успее да върне парите навреме, той ще отреже от плътта му един фунт месо. Басанио се възпротивява на риска, на който трябва да се подложи Антонио, но той, - изненаданан от "щедростта" на лихваря, - подписва договора, вярвайни, че ще може да върне парите и евреинът ще бъде в последна сметка на загуба. Изпраща Басанио да се съревновава за ръката на любимата си в Белмонте, заедно с вятърничавия му приятел Грациано, но не подозира, че в това време друга беда е сполетяла Шайлок и окончателно го е озлобила. Дъщеря му Джесика  е прелъстена от християнин на име Лоренцо и след като избягва с него, сама се покръства. На тръгване двамата вземат със себе си голяма част от богатствата на евреина, включително и един много ценен тюркоазен пръстен, към който Шейлок е емоционално привързан.
Междувременно в Белмонте Порция е заобиколена от ухажори. Нейният баща е оставил завещание, в което се казва, че всеки от ухажорите трябва да избира между три ковчежета – едно пълно със злато, едно – със сребро и едно – с олово. Който избере правилното ковчеже, ще спечели ръката на Порция. Първият ухажор, принцът на Мароко, избира златното ковчеже, на което пишело „който ме избере ще получи това, което много мъже желаят“. Вторият ухажор, надутият принц на Арагон избира сребърното ковчеже с надпис „който ме избере ще получи толкова, колкото заслужава“, защото вярва, че той е пълен със заслуги. И двамата ухажори си тръгват с празни ръце, защото не са избрали оловното ковчеже, което било неугледно и с непривлекателен слоган – „който ме избере трябва да даде и рискува всичко, което има“. Последният ухажор е Басанио, за когото Порция желае победата, след като го е срещала и преди.Басанио прави своя избор, избира оловното ковчеже и така печели ръката на Порция. Те се женят, както и Грациано и прислужницата на Порция – Нериса.
През това време във Венеция корабите на Антонио са обявени за изгубени в морето и той разбира, че няма да може да изплати взетия заем. Когато го съобщава на Шайлок, той го дава под съд. Научили за това, Басанио и Грациано заминават за Венеция с пари на Порция, за да спасят живота на Антонио. Без тяхно знанието, Порция изпраща слуга си Балтазар, който трябва да потърси съвет от братовчеда й Беларио, който е адвокат в Падуа.
Кулминацията на пиесата настъпва в съда на херцога на Венеция. Шайлок отказва да приеме предложените от Басанио, 6000 дуката, които са два пъти повече от взетите. Той настоява да вземе фунт плът от Антонио. Херцогът иска да помогне на Антонио, но е неспособен да анулира договора, затова отнася случая към посетител на име Балтазар. Балтазар е млад мъж, който се представя като „доктор по право“ и носи със себе си препоръчително писмо от известния адвокат Беларио. Докторът всъщност е дегизираната Порция, а съдебният служител, който я придружава е Нериса, която също е дегизирана като мъж. Порция неколкократно моли Шайлок да прояви милост в известна реч, в която му казва, че милостта е „двойна благословия: за този, който я получава, но и за този, който я дава“. Въпреки това, Шайлок твърдо отказва всякакви компенсации и настоява за своя фунт плът.
След като съдът отсъжда в полза на Шайлок, Антонио се приготвя за ножа му, но Порция ловко се възползва от „специфичното изискване“ на Шайлок. Тя казва, че според договора той трябва да вземе само плътта, но не и кръвта на Антонио. Следователно, ако Шайлок пролее и капка от кръвта на Антонио, неговите земи и стоки ще бъдат задържани под венецианска власт. Тя му казва, че трябва да отреже точно един фунт, нито повече, нито по-малко, тя го съветва, че ако премине тази граница, дори с размера на един косъм, то тогава си заминава цялото му имущество.
Победен, Шайлок е принуден да приеме предложението на Басанио за парично възнаграждение. Предложението да му се плати три пъти от заетата сума бива отхвърлено от Порция, която съветва Шайлок да вземе само главницата, но после му казва, че не може да получи и нея, защото вече се е отказал от тези пари публично пред съда. Тя цитира закон, според който Шайлок, като евреин и следователно чужденец, опитал да вземе живота на гражданин, дължи половината си имущество на правителството и другата половина на Антонио, а животът му зависи от милостта на херцога. Херцогът помилва живота на Шайлок. Антонио желае неговият дял да бъде в употреба до смъртта на Шайлок, след това да бъде завещан на Лоренцо и Джесика. По молба на Антонио, херцогът опрощава дължимото на Шайлок към държавата, при условие, че той стане християнин и завещае, и тази част от имуществото си на Лоренцо и Джесика.
Басанио не разпознава дегизираната си жена, но предлага да даде подарък на този адвокат, който му е помогнал. Първоначално Порция отказва, но след като той настоява, тя иска неговия пръстен и ръкавиците на Антонио. Антонио се разделя с ръкавиците си без да се замисли, но Басанио дава пръстена си след много убеждения от страна на Антонио, въпреки че по-рано в пиесата обещава на жена си, че никога няма да го загуби, продаде или даде. Нериса, облечена като помощник на адвоката, също успява да вземе пръстена си от Грациано, който също не я рапознава зад дегизировката.
В Белмонте Порция и Нериса се подиграват с мъжете и се преструват, че ги обвиняват, че са загубили пръстените, преди да разкрият, че те са били адвокатът и помощникът му. А Антонио научава от Порция, че три от корабите му не са загубени и са се завърнали успешно от плаване.

## Извори
Изплащането на неустойка по този смъртоносен начин, споменат в пиесата, е популярен по това време в Англия. Освен това сцената със съдебния процес и присъствието на жени, дегизирани като адвокати присъства изцяло в приказката от XIV век Il Pecorone от Джовани Фиорентино, която е публикувана в Милано през 1558 г., както и в сходната популярна на Балканския полуостров приказка "Един драм от езика", в която всичките герои са мюсюлмани. Елементи от сцената в съда се срещат и в Ораторът от Александър Силване, публикувана в превод през 1596 г. Историята за трите ковчежета може да бъде видяна в Gesta Romanorum, сборник от приказки най-вероятно съставен през XIII век.

## Дата и текст
Датата на съставяне на Венецианския търговец е най-вероятно някъде между 1596 и 1598. Пиесата е спомената от Франсис Мер в 1598, следователно по това време тя би трябвало да е била позната на сцената. Заглавната страница на първото издание в 1600 г. казва, че тя е била представяна „доста пъти“ до този момент.
Пиесата е вписана в регистъра на фирмата Stationers, метода по това време за получаване на авторско право за нова пиеса, от Джеймс Робъртс на 22 юли 1598 г. Под заглавието Венецианският търговец или Евреинът от Венеция. На 28 октомври 1600 г. Робъртс прехвърля правата си над пиесата на Томас Хейс. Той публикува първото малко издание преди края на годината. То е принтирано отново като пиратско издание през 1619 г., като част от така нареченото Фалшиво Фолио на Уилям Джагард (По-късно, синът и наследник на Томас, Лорънс Хейс получава правата на пиесата на 8 юли 1619 г.) Изданието от 1600 г., се смята за точна и надеждна. То е съставено на базата на текста, издаден в Първото фолио, което добавя редица сценични направления, главно в музикалната част.

## Мотиви

### Шайлок и дебата за антисемитизма
Пиесата често се поставя и днес, но може да се счита като обезпокоителна за модерната публика заради сцените, в които се появява проблема за антисемитизма. Критиците днес продължават да спорят за позицията на пиесата, за евреите и юдаизма.

### Шайлок като злодей
Английското общество в Елизабетинската епоха е било описвано като антисемитична. Английските евреи са били изгонени по време на управлението на Едуард I през 1290 г. и не са получавали разрешение да се завърнат в родните си места до 1656 г., по време на управлението на Оливър Кромуел. Във Венеция, а и на други места евреите трябвало да носят червена шапка винаги, когато са на публично място, за да бъде по-лесно тяхното идентифициране и трябвало да живеят в гето, охранявано от християнски охранители.
Шекспировата пиеса може да се разглежда като продължение на тази традиция.Заглавната страница на малкото издание често е била и със заглавието Евреинът от Венеция, заради което се припознава като подобна на Малтийският евреин на Марлоу. Една от интерпретациите на творбата показва различието между милосърдието, което християните проявяват към осъдените, противопоставено с яростта на евреина, на когото липсва добротата, свързана с религията. Смята се, че насилствената смяна на религия е предвидена от Шекспир като щастлив край за героя, защото, според християнската публика, по този начин душата му ще бъде избавена и той ще отиде в Рая.
Независимо от авторското намерение на Шекспир, пиесата е използвана от антисемити през годините. Нацистите използват лихваря Шайлок за своята пропаганда. Скоро след Кристалната нощ през 1938 г., Венецианският търговец се излъчва с пропагандна цел в немския ефир. Адаптации на постановката следват в Любек (1938), Берлин (1940) и навсякъде в нацистка територия.
В серия от статии, наречени Наблюдател, първо публикувани през 1785 г., британският драматург Ричард Къмбърланд създава герой на име Авраам Авраамс, който казва: „Смятам, че омразният образ на Шайлок доведе малко по-малко гонения на нас, бедните разпръснати синове на Авраам, отколкото самата Инквизиция“. Къмбърланд по-късно написва успешната пиеса Евреинът (1794), в която неговият главен герой, Шива е представен като позитивен герой с добро и щедро сърце. Това е първият познат опит на драматург да преобърне негативния стереотип, който Шайлок персонифицира.
Образът на евреите в литературата през вековете носи отпечатъка на Шайлок върху себе си. С леки вариации голяма част от английската литература до XX век изобразява евреина като „жесток, блудник, блудник аутсайдер, толериран само заради златната му съкровищница".

### Шайлок като протагонист
Много читатели и любители на театъра възприемат пиесата като призив за толерантност, като припознават Шайлок като позитивен персонаж. Те цитират, като доказателство съдебния процес на Шайлок, който според тях е подигравка със закона, тъй като дегизираната Порция няма правото да съди. Освен това Шекспир дава на Шайлок една от най-емблематичните речи:

Салерио. Все пак сигурен съм, че и да изпусне срока, ти няма да му искаш месото я! За какво би ти послужило?

Шайлок. За стръв, да ловя риба с него! Щом не го бива за храна, поне да нахрани мъстта ми! Той петнеше името ми на всяка крачка и ми е намалил доходите най-малко с половин милион! Той се смееше на загубите ми и хулеше печалбите ми, оскърбяваше народа ми и разваляше сделките ми, охлаждаше приятелите ми и разпалваше неприятелите. И защо? Защото съм бил евреин! Та няма ли евреинът очи? Няма ли евреинът тяло, ръце, крака, сетива, чувства, страсти? Не се ли храни със същата храна като християнина, не го ли раняват същите оръжия, не страда ли от същите болести и не оздравява ли от същите лекове, не се ли поти лете и не зъзне ли зиме като него? Като ни убодете, не кървим ли; когато ни гъделичкате, не се ли смеем; когато ни отровите, не умираме ли? Е, като е тъй, когато ни обиждате, не трябва ли да мъстим? Щом приличаме на вас във всичко останало, трябва да ви приличаме и в това! Ако християнин бъде оскърбен от евреин, на какво го учи християнското му смирение? На мъст! Тогава, щом християнин оскърби евреина, каква трябва да бъде по християнски пример еврейската прошка? Пак мъст, нали! Вие ни учите на жестокост и аз ще приложа урока ви! И ще гледам да надмина учителите си!.
—Действие III, сцена I
Трудно е да се каже дали положителният прочит на образа на Шайлок се дължи на променящото се настроение сред публиката или Шекспир, като писател, е създал сложни, многопластови образи, с умишлената цел да влияят така на читателя.
Една от причините за тази интерпретация е, че социалният статус на Шайлок в пиесата е силно акцентиран. За някои критици речта на Шайлок опрощава поведението му и дори го превръща в трагична фигура. В речта Шайлок казва, че не е по-различен от християнските герои. Противниците на тази теория споменават, че евреинът приключва речта си с нотка на мъст: „Ако вие ни навредите, не трябва ли ние да отмъстим?“ Тези, които защитават страната на лихваря казват, че той е възприел чувството за мъст от християните.
Дори Шекспир да не е имал намерението пиесата да бъде възприета по този начин, фактът, че тя все още задържа вниманието на публиката върху себе си след толкова години, показва прецизността на Шекспир в създаването на сложни и комплексни персонажи. В съда Шайлок представя гледната точка на Елизабетинските християни, за това каква според тях е идеята на евреите за справедливост. Тази идея контрастира с тяхната идея за милост и те се опитват да убедят Шайлок да обича враговете си, въпреки че те самите не са успели да го направят в миналото.
Еврейският критик Харолд Блум смята, че въпреки че пиесата дава предимство и на двете страни везните не са съвсем равни: Обвинението на Шайлок за християнско лицемерие ни радва, но това съвсем не смекчава грубостта, с която е изграден портрета на персонажа евреин."

### Антонио, Басанио
Необяснимата депресия на Антонио и абсолютната му отдаденост към Басанио, навежда някои критици на мисълта, че той страда от несподелена любов към Басанио и е разстроен, защото Басанио вече е достатъчно голям, за да се ожени. В своите пиеси и поезия Шекспир често описва хомосексуална връзка, от което критиците смятат, че и Басанио отвръща на чувствата на Антонио, въпреки намеренията си за брак.

АНТОНИО:

        Предайте моя поздрав на жена си

        и разкажете ѝ какъв бе краят

        на вашия приятел, да усети

        как близък съм ви чувствал и как леко

        смъртта съм срещнал, та когато чуе

        тоз разказ, да отсъди тя самата

        дали Басанио е бил обичан.

        А ако вий скърбите за това, че

        загубвате приятеля си, знайте,

        че той със радост е поел дълга ви

        и – ако ножа стигне по-дълбочко —

        ще го плати за вас… от все сърце!

БАСАНИО:

        Антонио, за Порция бих дал

        живота си, но знайте, че и него,

        и нея, и света от край до край

        не слагам над живота ви! Кълна се,

        бих жертвал всичко – казвам всичко! – само

        от този демон да ви отърва!

В своето есе Братя и други, У.Х. Одън описва Антонио като човек, чийто емоционален живот, макар поведението му да е целомъдрено, е съсредоточен върху привличане към човек от неговия пол. Антонио, според Одън представя точно думите, изписани върху оловното ковчеже на Порция: „Който ме избере, трябва да даде и рискува всичко, което има“. Антонио предприема това потенциално фатално действие, защото е отчаян – не само заради загубата на Басанио, а и заради факта, че неговият приятел не отвръща на чувствата му. Тъгата на Антонио прераства и в долопоклонничество – той жертва живота си в името на любовта. В пиесата има още един образ, отдаден на идеала: Самият Шайлок. Шайлок, макар и неволно, всъщност рискува всичко, за да унищожи врага, който мрази; Антонио, по същия начин, съвсем лекомислено подписва договора и рискува всичко, за да опази щастието на любимия. И Антонио, и Шайлок залагат живота на Антонио на карта, заставайки извън рамките на общоприетото в обществото, връщайки се назад чак до Данте, с когото Шекспир е бил много запознат.
Други тълкуватели на пиесата считат концепцията на Одън за сексуалното желание на Антонио към Басанио като съмнително. Майкъл Радфорд, режисьор на филма от 2004 г., с участието на Ал Пачино, обяснява, че въпреки че филма съдържа сцена, където Антонио и Басанио се целуват, приятелството между двамата е платонично, в рамките на приемливата гледна точна за мъжко приятелство от онова време. Джереми Айрънс споделя в интервю мнението на режисьора и заявява, че не „играе Антонио като гей“. Джоузеф Файнс, от друга страна, възприема идеята за хомосексуална интерпретация и изненадва Айрънс, като така добре изиграва сцената с целувката, че я заснемат от първия дубъл. Файнс защитава своя избор, като казва „Никога не бих изиграл нещо на своя глава, преди да проуча текста предварително. Ако се вгледате в начина на изказ, ще забележите, че използван много нежен и чувствен начин на изказване. Това за мен е ключът в една връзка. Великото при Шекспир е, че не може да се отрече неговата двусмисленост. Той не казва дали те са хомо- или хетеросекуални, той оставя актьорите да решат. Аз почувствах, че със сигурност има голяма любов между двамата герои. Има голямо привличане. Не мисля, че те са спали заедно, но това ще реши публиката."

## История на представлението
Най-ранното представяне на пиесата на сцена е документирано от пролетта на 1605 г. През 1701 г. Джордж Гранвил поставя успешна интерпретация, озаглавена Евреинът от Венеция с Томас Бъртън в ролята на Басанио. Версията е популярна, и се поставя в следващите 40 години. Гранвил премахва сцените с Гобо, като на тяхно място добавя сцена с Шайлок и Антонио в затвора и удължава сцената с банкета. Томас Догет играе Шайлок, като представя ролята комично, дори гротескно. Роу изразява съмнения за тази интерпретация още през 1709 г. Успехът на Догет в ролята, е предпоставка в по-късни продукции клоунът на трупата да поеме ролята на Шайлок.
В 1741 г. Чарлс Маклин се връща към оригиналния текст в много успешната продукция на Друри Лейн, проправяйки пътя за Едмънд Кийн седемдесет години по-късно.
Артър Съливан пише музиката за пиесата през 1871 г.

### Шайлок на сцена
Еврейския актьор Якоб Адлър и други актьори твърдят, че традицията Шайлок да се играе като позитивен персонаж започва през първата половина на XIX век, с ролята, изиграна от Едмунд Кийн. Докато преди Шайлок е бил игран от клоуна в трупата и е представян като злодей, Кийн връща позитивното в образа му, и по този начин утвърждава репутацията си катоактьор.
От Кийн нататък, всички актьори, с изключение на един, Едуин Буут, който изиграва Шайлок като злодей, избират да представят образа на евреина по положителен начин. Дори Бащата на Буут, Юниус Брутус Буут, изиграва ролята като протагонист. Хенри Ървинг представя Шайлок като аристократичен и горд, и това се назовава като върха на неговата кариера. Якоб Адлър запомнен най-вече в началото на XX век, когато изиграва ролята, преведена на Идиш, в първия в Манхатан Идиш театър, и по-късно на Бродуей, където той, спечелвайки одобрението на публиката, изиграва отново ролята на Идиш, в режисираната на английски пиеса.
Кийн и Ървинг представят Шайлок като човек, който оправдано търси отмъщението си. Шайлок, изигран от Адлър, се развива през годините, от обикновен Шекспиров злодей, до човек, чиято добра природа надделява над желанието за отмъщение и накрачка до човек, който не е ръководен от жаждата за отмъщение, а от гордостта. В интервю за списание Театър, Адлър отбелязва, че Шайлок е заможен човек, „достатъчно богат, че да превъзмогне загубата на 3000 дуката“ и че Антонио е „не точно галантният джентълмен, като какъвто е представен. Той обижда евреина, заплюва го, и въпреки това отива при него, и с лицемерна учтивост го моли за пари“. Фаталната грешка на Шайлок е, че се обръща към съда, но ”не трябва ли той да излезе все пак от съда с вдигната глава, въпреки че това е върха на неговото падение?“
Някои съвременни продукции влагат допълнителни усилия за да подчертаят какви са причините Шайлок да иска мъст. Например, в адаптацията от 2004 г., режисирана от Майкъл Радфорд и с участието на Ал Пачино в ролята на Шайлок, филмът започва с текст и монтаж за това как венецианските евреи биват подигравани и измъчвани от ревностните християни. Една от последните сцени във филма също обръща внимание на факта, че след като се е променил, Шайлок трябва да бъде отделен от еврейската общност и да не живее вече в гетото. Друга интерпретация на Шейлоковия образ и на това как той „би трябвало да се изиграе“, се появява във финала на автобиографията на Александър Гранак, известен еврейски актьор от театъра и киното във Ваймарска Германия (и по-късно в Холивуд и на Бродуей).

## Адаптации

### Филмови и телевизионни версии
- 1914 – филм с режисьорски състав Лойс Уебър и Филипс Смалей
  - Уебър, която играе ролята на Порция, става първата жена, която режисира пълнометражен филм в Америка.
  - „Венецианският търговец“ в  Internet Movie Database
- 1916 – Венецианският търговец, британски филм, режисиран от Уолтър Уест за Broadwest.
  - „Венецианският търговец“ в  Internet Movie Database
- 1923 – Венецианският търговец, немски филм, режисиран от Питър Пол.
  - „Венецианският търговец“ в  Internet Movie Database
- 1941 – Шайлок, индийски филм, режисиран от дуото Сама-Рам.[27]
- 1969 – Венецианският търговец, не издаван, 40-минутен телевизионен филм, режисиран от Орсън Уелс; филмът е бил завършен, но саундтракът и първата филмова лента са откраднати
  - „Венецианският търговец“ в  Internet Movie Database
- 1972 – Британска телевизионна версия, режисирана от Седрик Месина за поредицата на ББС Play of the Month
  - Участват: Маги Смит, Франк Финли, Чарлс Грей и Кристофър Габл
- 1973 – Британска-телевизионна версия, режисирана от Джон Сичел
  - С участието на: Лорънс Оливие като Шайлок, Антъни Никълс като Антонио, Джеръми Брет като Басанио, Джоан Плоурайт като Порция, Луис Пърнел като Джесика.
  - „Венецианският търговец“ в  Internet Movie Database
- 1980 – Версия на ББС, режисирана от Джак Гоулд
  - Участват: Джема Джоунс като Порция, Уорън Митчъл като Шайлок и Джон Нетълс като Басанио
  - „Венецианският търговец“ в  Internet Movie Database
- 1996 – Телевизионен филм на Channel 4, режисиран от Алън Хорокс
  - Участват: Пол Макган като Басанио и Хайдн Гуин като Порция
  - „Венецианският търговец“ в  Internet Movie Database
- 2001 – Филм на ББС, режисиран от Тревър Нън
  - „Венецианският търговец“ в  Internet Movie Database
- 2002 – Венецианският търговец, режисиран от Дон Селуин.
  - The Maori Merchant of Venice в  Internet Movie Database
- 2003 – Търговецът на Шекспир, режисиран от Пол Уагар и продуциран от Лоренда Старфелд, Брад Майс и Пол Уагар.
  - Shakespeare's Merchant в  Internet Movie Database
- 2004 – Венецианският търговец (филм), режисиран от Майкъл Радфорд и продуциран от Бари Навиди.
  - С участието на: Ал Пачино като Шайлок, Джеръми Айрънс като Антонио, Джоузеф Файнс като Басанио, Лин Колинс като Порция, и Зулийка Робинсън като Джесика.
  - „Венецианският търговец“ в  Internet Movie Database

### Опера
- Чешкия композитор Йозеф Бохуслав Фьорес изпълнява операта Джесика в Национален театър (Прага) на 16 април 1905 г.
- Френска опера в три акта на Рейналдо Хаан – Венецианският търговец с премиера в Парижката опера на 25 март 1935 г.
- Полския композитор и пианист Андре Чайковски – Венецианският търговец е представена на Оперния фестивал в Бреценц на 18 юли 2013 г.
- Добринка Табакова по повод 400 години от смъртта на Шекспир изпълнява Венецианският търговец на сцената на Софийската опера.[28]

## Други версии
Носителят на наградата Букър от 2010 г., британския писател и журналист, Хауърд Джейкъбсън създава своя версия на Венецианския търговец.
Джейкъбсън заяви: „Г-н Шекспир вероятно никога не е срещал евреин, Холокостът още не се е бил случил и още не е имало термин антисемитизъм. Може ли някой днес да преразкаже историята, като всяка препратка носи различен заряд? За мен като английски писател всичко започва от Шекспир. А като такъв от еврейски произход Венецианският търговец е това, което обърква всичко. Пита се кой е героят и кой е злодеят в пиесата. И ако Шайлок е злодеят, защо Шекспир избира точно него?“.
Трудът на Джейкъбсън излиза през 2016 г. като част от проекта Hogarth Shakespeare. По повод 400 години от смъртта на драматурга. Проектът се реализира от издателството Penguin Random House. Други автори като Маргарет Атууд, Джанет Уинтърсън и Ан Тайлър също пишат свои версии на произведения на Шекспир.

## Превод на български език
Известен с преводите си на произведения на Шекспир, Валери Петров прави превод и на Венецианския търговец. Превода е поместен в Събрани съчинения в осем тома. Том 2: Комедии, издаден през 1998 г. от издателство Захари Стоянов.
Друг превод прави Владимир Свинтила. Комедията за злия евреин Шайлок излиза в джобен формат през 2003 г. от издателство Клио.